# Mestre de jogo

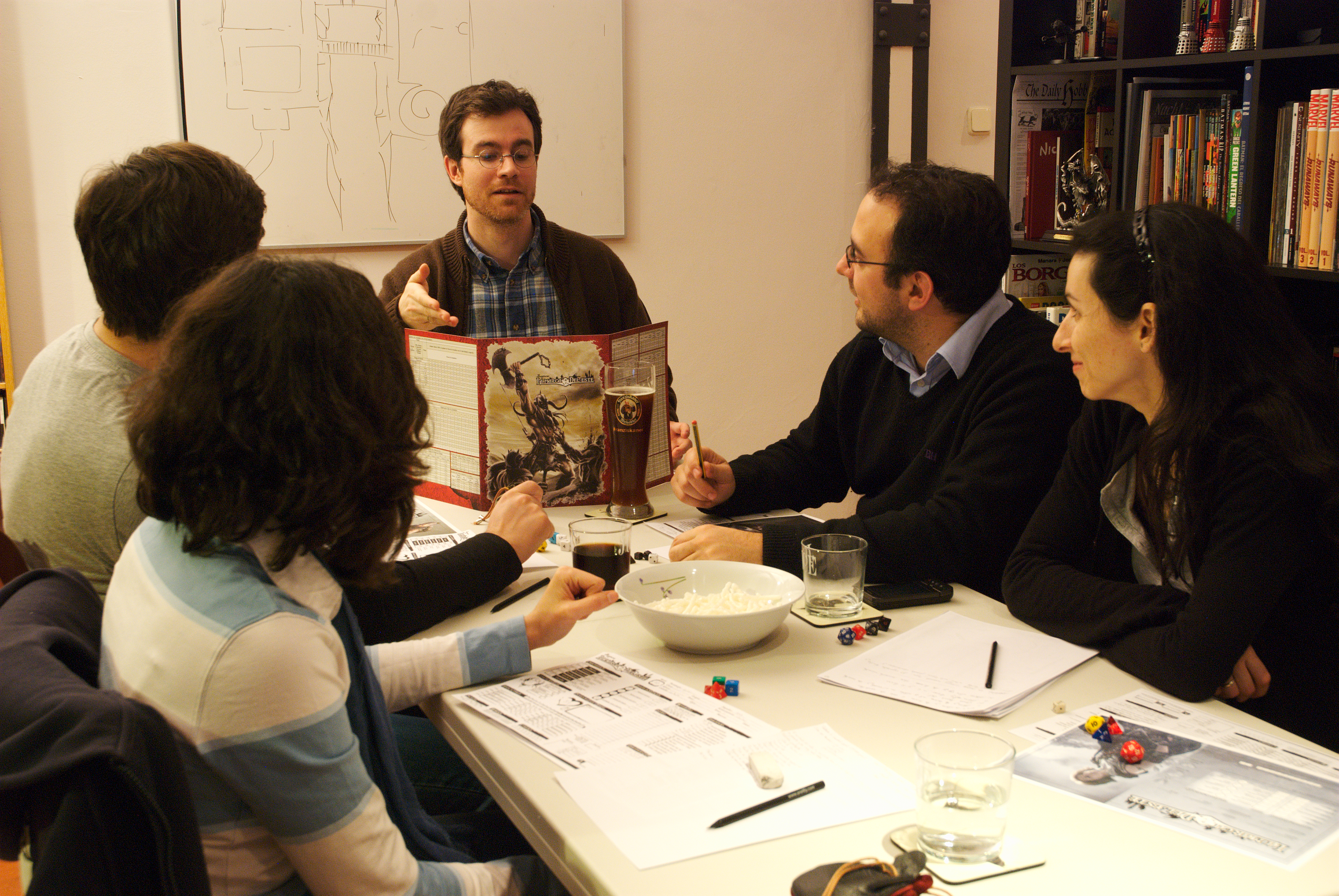
Mestre de jogo (centro) e jogadores em um RPG de mesa

Mestre de jogo é um termo utilizado na maioria dos jogos RPG's. Teve origem com a publicação e venda do primeiro RPG: Dungeons&Dragons, onde um dos jogadores era intitulado Dungeon Master (Mestre dos calabouços). Este jogador é responsável por conduzir o jogo, narrando as situações que acontecem com os personagens de outros jogadores.
Com o passar do tempo outros cenários e gêneros de jogos foram surgindo, com isso, o termo mestre dos calabouços tornou-se inadequado para esses novos gêneros, assumindo assim a forma de Game Master (Mestre de jogo), sendo popularizado como GM.
Alguns cenários utilizam o termo narrador ao invés de mestre, embora os dois títulos definam o mesmo tipo de jogador: Aquele que conduz os demais jogadores pela história, apresentando seus desafios e aplicando as regras.
Na dublagem da série animada Caverna do Dragão, o Dungeon Master é chamado de "Mestre dos Magos".
Embora os mestres de jogo tenham sido historicamente humanos, alguns jogos eletrônicos agora apresentam sistemas de inteligência artificial (IA) que desempenham um papel semelhante ao monitorar a capacidade do jogador e inferir o estado emocional a partir da entrada. Tais sistemas são frequentemente referidos como tendo dificuldade dinâmica. Um exemplo notável é Left 4 Dead e sua sequência Left 4 Dead 2, jogos cooperativos que fazem os jogadores lutarem contra hordas de criaturas semelhantes a zumbis, incluindo criaturas únicas com habilidades especiais. Ambos os jogos usam um Diretor IA que não apenas gera eventos aleatórios, mas tenta criar tensão e medo ao gerar criaturas para conjuntos de regras específicos com base em como os jogadores estão progredindo, penalizando especificamente os jogadores através de desafios mais difíceis por não trabalharem juntos. A pesquisa em periféricos de biofeedback está programada para melhorar significativamente a precisão de tais sistemas.